# Paulhac (Haute-Loire)
Paulhac település Franciaországban, Haute-Loire megyében. Lakosainak száma 607 fő (2022. január 1.). Paulhac Beaumont, Brioude, Saint-Beauzire és Saint-Laurent-Chabreuges községekkel határos.

## Népesség
A település népességének változása:
| Lakosok száma | 375  | 425  | 561  | 654  | 664  | 649  | 636  | 638  | 640  | 607  |
|               | 1968 | 1982 | 1990 | 2006 | 2013 | 2015 | 2017 | 2019 | 2020 | 2022 |